# Cochlearia pyrenaica
Cochlearia pyrenaica är en korsblommig växtart som beskrevs av Dc.. Cochlearia pyrenaica ingår i släktet skörbjuggsörter, och familjen korsblommiga växter.

## Underarter
Arten delas in i följande underarter:
- C. p. excelsa
- C. p. pyrenaica

## Bildgalleri

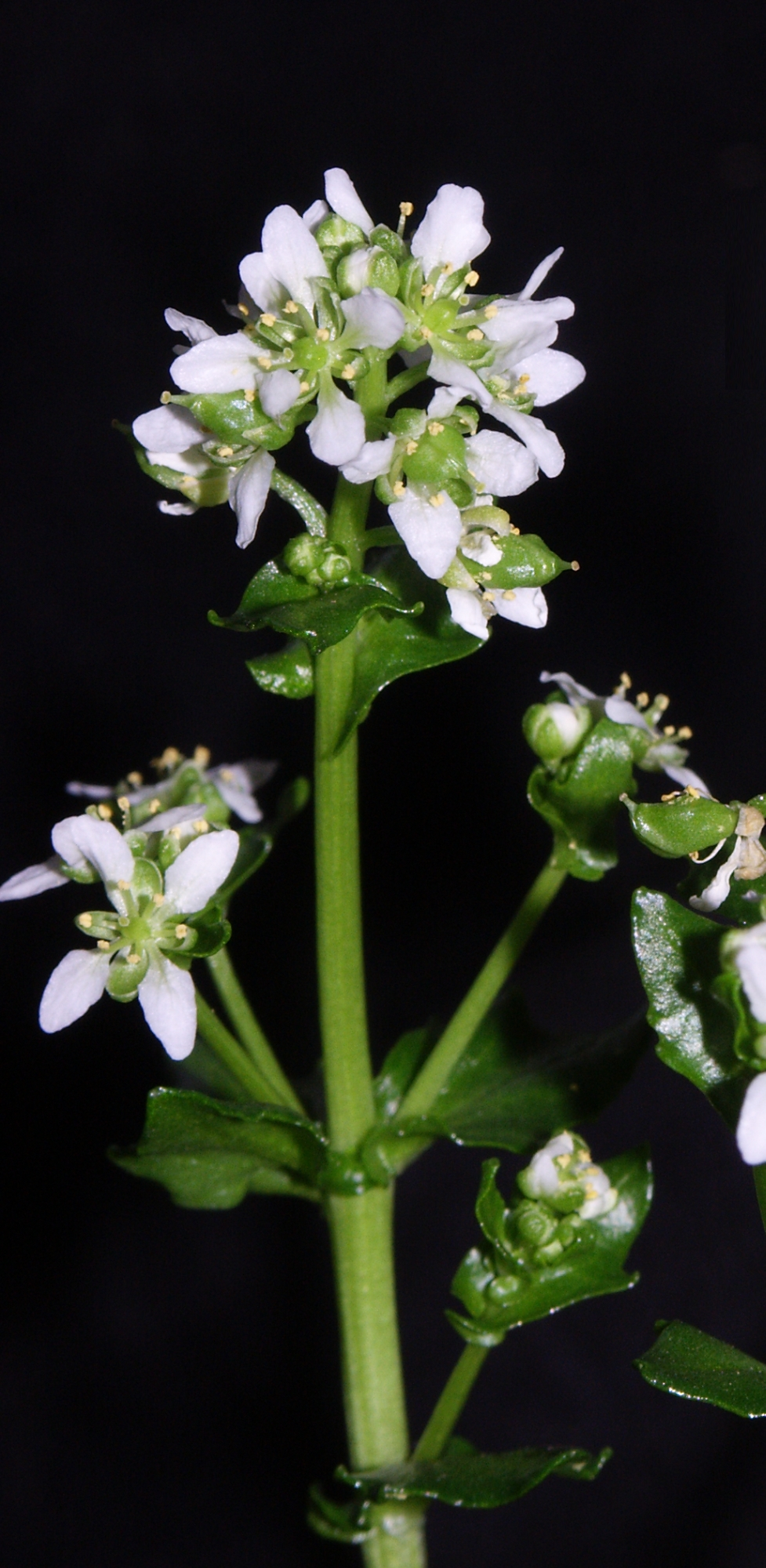
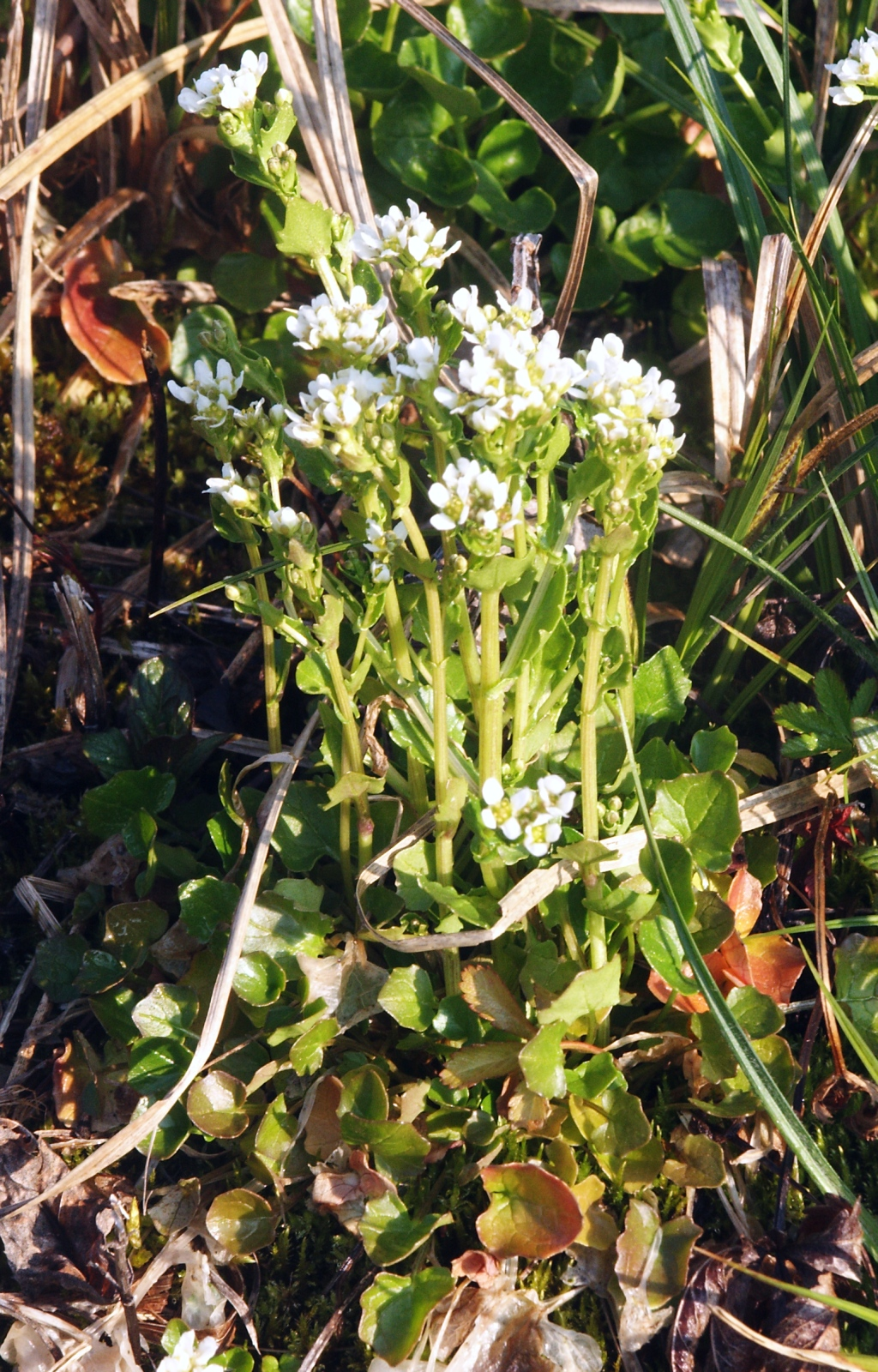
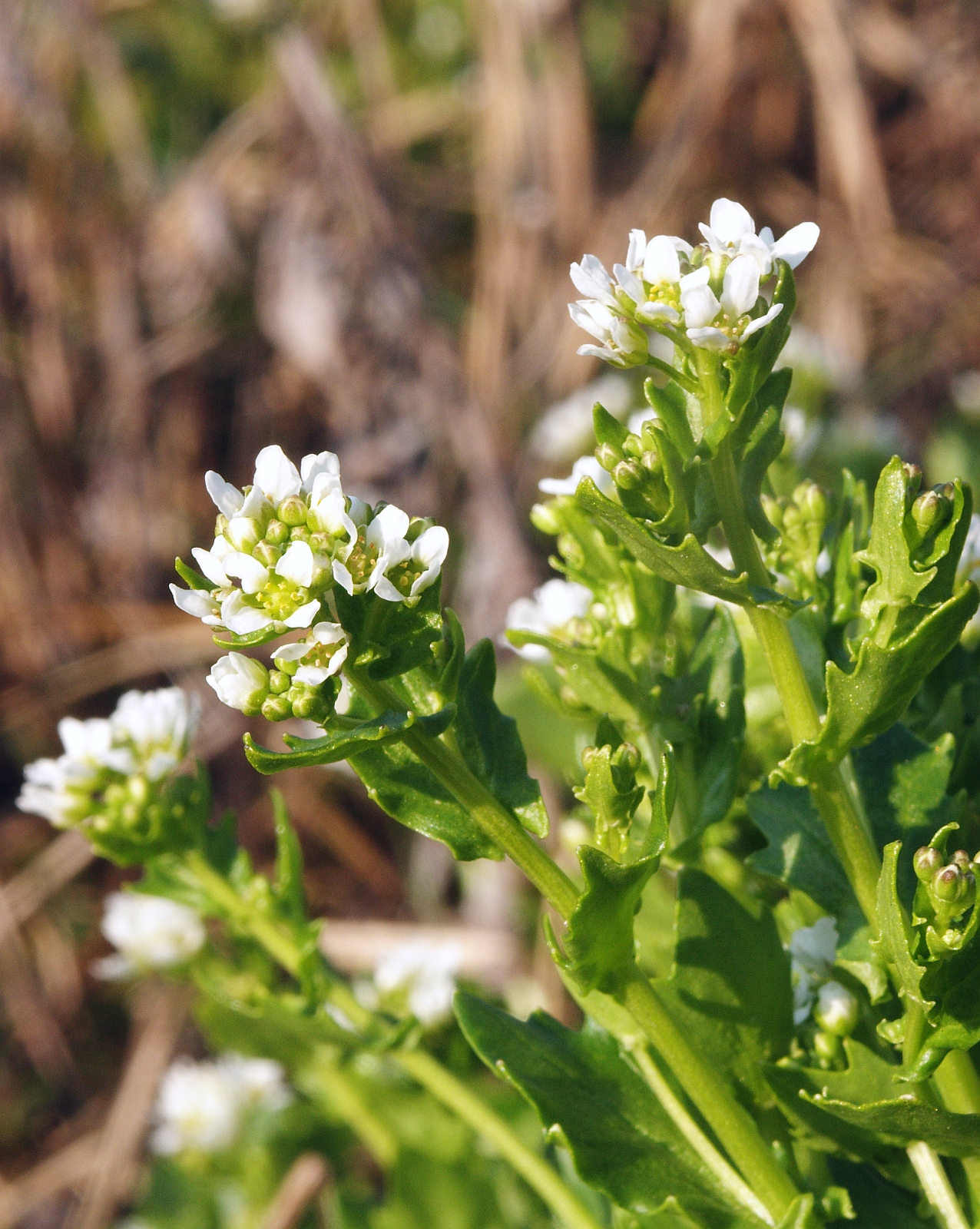
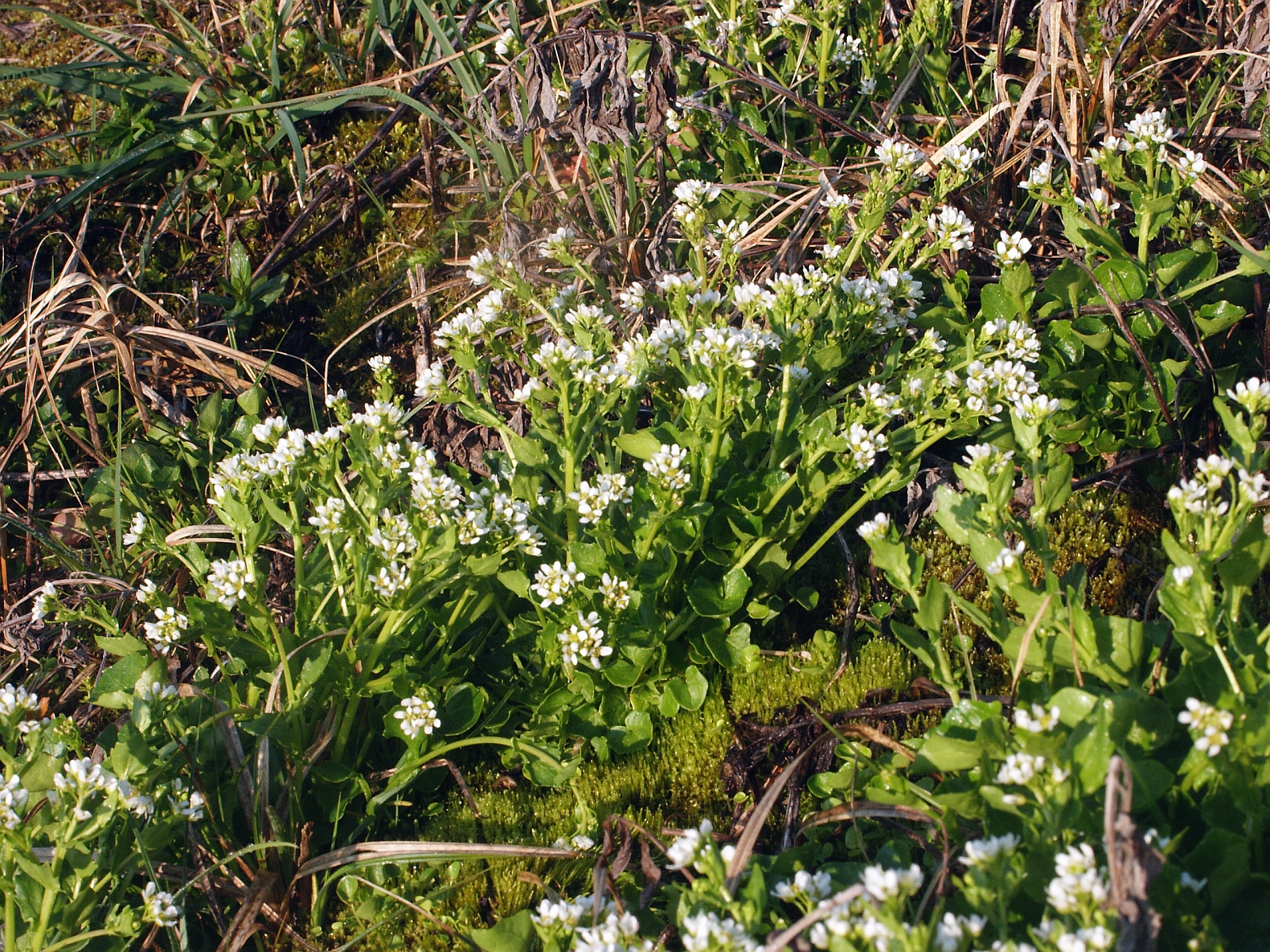
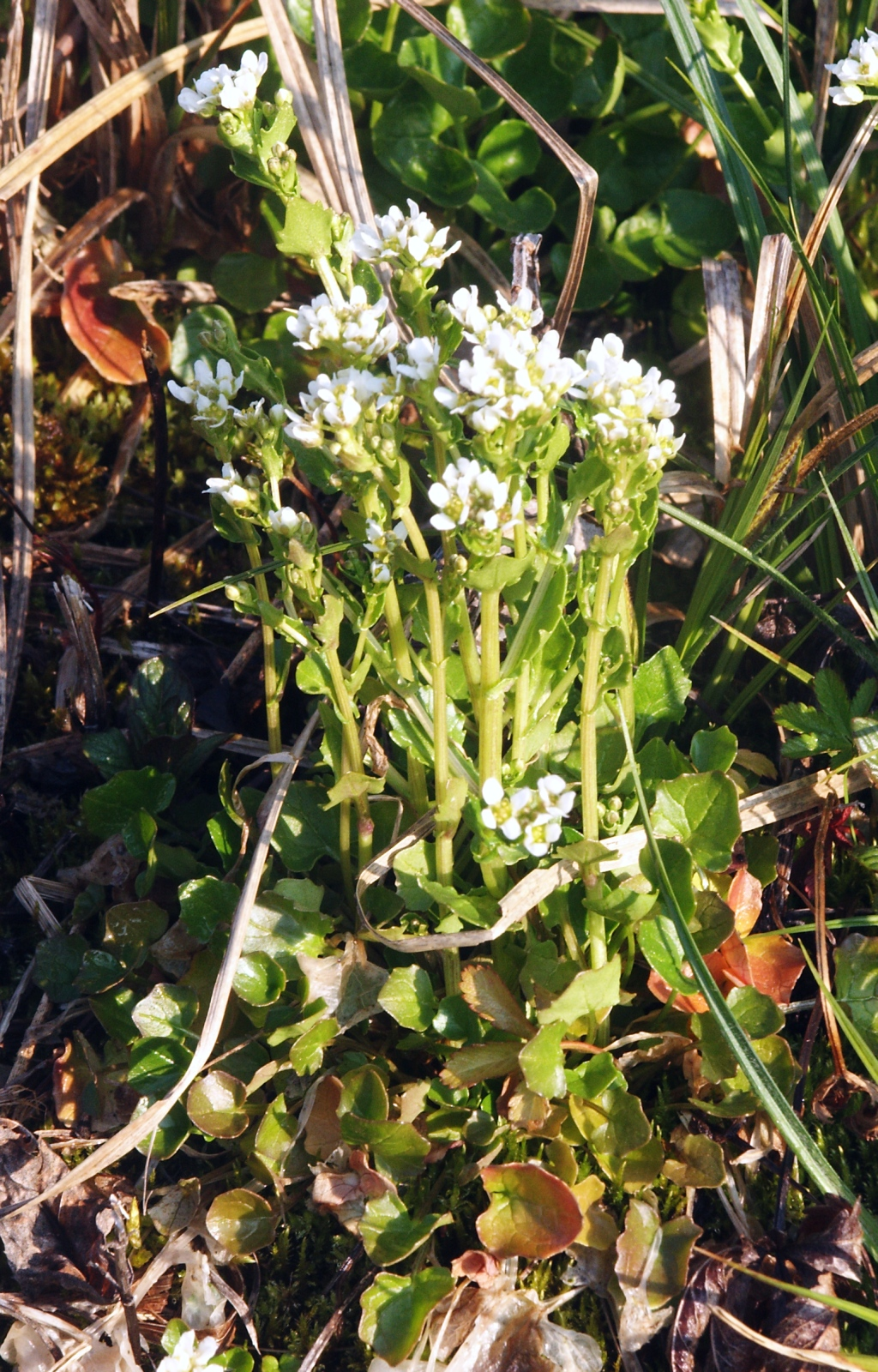
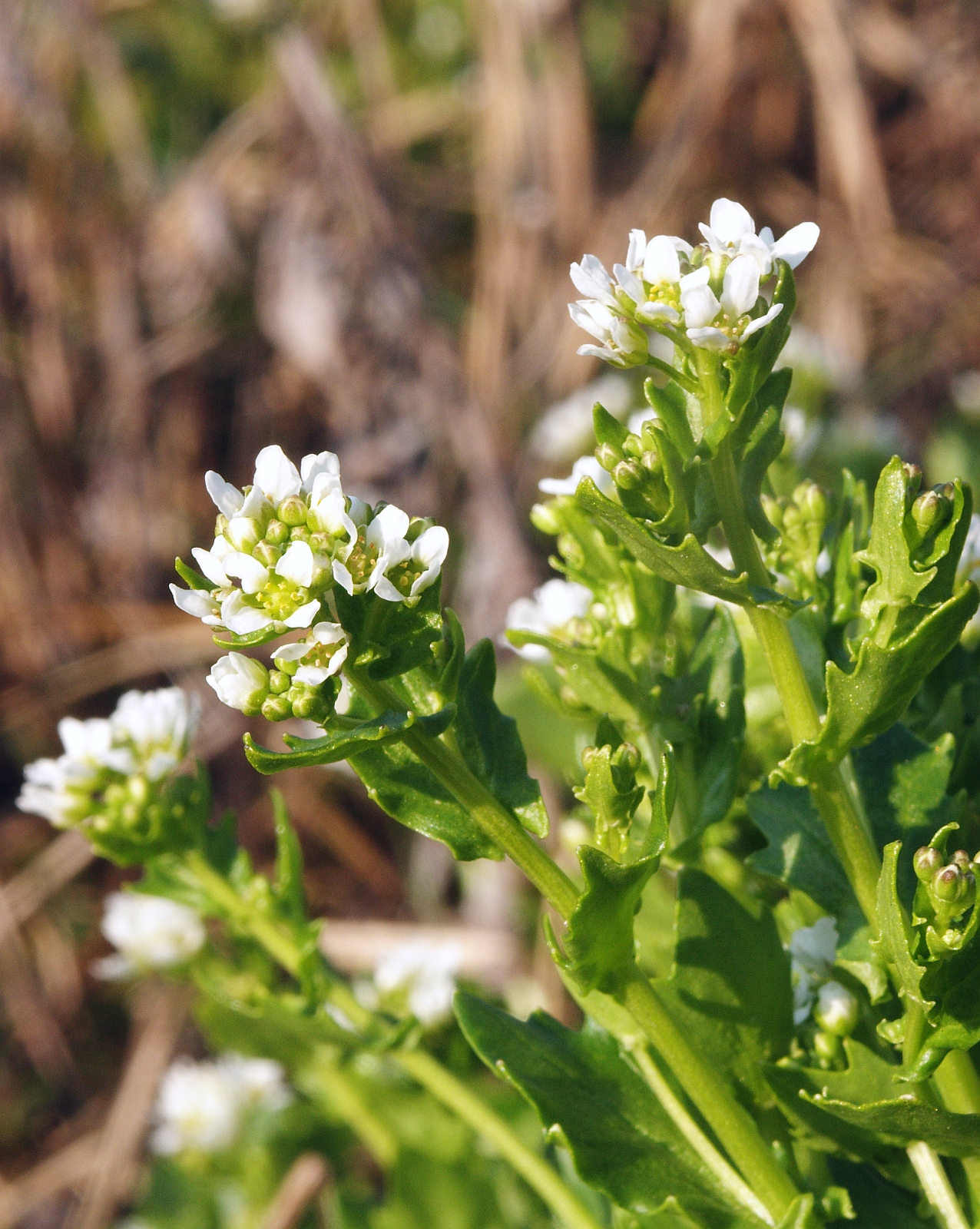